# Camptotypus superbus
Camptotypus superbus là một loài tò vò trong họ Ichneumonidae.